# FC Radolfzell
Der FC 03 Radolfzell ist ein Fußballverein in Radolfzell am Bodensee. Er hat etwa 500 Mitglieder. Heimstätte ist das Mettnau-Stadion, es fasst 3.000 Zuschauer und ist nach der Bodenseehalbinsel Mettnau benannt.

## Geschichte
Der FC Radolfzell wurde am 29. Juli 1903 gegründet. 1908 vollzog der Club mit dem FC Singen 04 eine kurzzeitige Fusion und trat unter der Bezeichnung FC Radolfzell-Singen an, welche bereits 1910 wieder gelöst wurde. 1946 wurde der Club aufgelöst und die Sportvereinigung Radolfzell als Nachfolger gegründet. Im Juli 1950 wurde der alte Name FC Radolfzell wieder angenommen.
Auf sportlicher Ebene war Radolfzell ab 1946 in der Landesliga Südbaden-Ost vertreten. In der Folgezeit agierte der FCR in den sechziger Jahren innerhalb der Amateurliga Schwarzwald-Bodensee sowie in den siebziger Jahren noch einmal für drei Spielzeiten in der Amateurliga Südbaden.

### Aktuelle Entwicklung
Der FC Radolfzell stieg im Jahr 2010 in die Verbandsliga Südbaden auf. Nach der Saison 2010/11 musste der Verein als Drittletzter in die Landesliga 3 Südbaden absteigen. Daraufhin verließen den FC 03 Radolfzell 14 Spieler. Dem stehen 13 Neuzugänge gegenüber, darunter Neno Rogošić, der vom FC Singen 04 verpflichtet werden konnte. Während 2011/12 der Wiederaufstieg noch knapp verpasst wurde, gelang er eine Spielzeit später 2012/13. In der Spielzeit 2012/13 erreichte Radolfzell auch erstmals das Endspiel um den Südbadischen Pokal. Dort unterlag man dem Oberligisten Bahlinger SC mit 1:3. Dem 10. Platz 2013/14 folgte 2014/15 mit der Vizemeisterschaft in der Verbandsliga der größte Erfolge in der Vereinsgeschichte, auch wenn man in der Aufstiegsrunde zur Oberliga Baden-Württemberg klar am nordbadischen Vizemeister 1. CfR Pforzheim scheiterte. In der Folgesaison 2015/16 spielte Radolfzell die ganze Rückrunde in der unteren Tabellenhälfte und rutschte am letzten Spieltag erstmals in der Spielzeit auf einen Abstiegsplatz und musste zurück in die Landesliga. Dort feierte man am Ende der Saison 2016/17 die Staffelmeisterschaft in der Landesliga und kehrte direkt in die Verbandsliga zurück, in der man bis zur Saison 2021/22 spielte und seither wieder in der Landesliga spielt.
Der FC 03 Radolfzell ist in der Jugend ein Kooperationspartner des SC Freiburg. Die Jugendarbeit des Vereins gilt als sehr gut. Ist im Bezirk Bodensee ein Aushängeschild für erfolgreiche Jugendarbeit, welche sich an vielen Titeln zeigt (deutscher Meister Futsal, Südbadische Hallenmeister, C-Oberliga Mannschaft, Hallenbezirksmeister, A/B/C Jugend mindestens Verbandsliga).

### Platzierungen seit 2001
| Saison  | Liga (Spielklasse)        | Platzierung |
| ------- | ------------------------- | ----------- |
| 2001/02 | Bezirksliga Bodensee (7)  | 05.         |
| 2002/03 | Bezirksliga Bodensee (7)  | 02.         |
| 2003/04 | Landesliga Südbaden 3 (6) | 14.         |
| 2004/05 | Landesliga Südbaden 3 (6) | 10.         |
| 2005/06 | Landesliga Südbaden 3 (6) | 04.         |
| 2006/07 | Landesliga Südbaden 3 (6) | 07.         |
| 2007/08 | Landesliga Südbaden 3 (6) | 09.         |
| 2008/09 | Landesliga Südbaden 3 (7) | 02.         |
| 2009/10 | Landesliga Südbaden 3 (7) | 02.         |
| 2010/11 | Verbandsliga Südbaden (6) | 14.         |
| 2011/12 | Landesliga Südbaden 3 (7) | 02.         |
| 2012/13 | Landesliga Südbaden 3 (7) | 01.         |
| 2013/14 | Verbandsliga Südbaden (6) | 10.         |
| 2014/15 | Verbandsliga Südbaden (6) | 02.         |
| 2015/16 | Verbandsliga Südbaden (6) | 13.         |
| 2016/17 | Landesliga Südbaden 3 (7) | 01.         |
| 2017/18 | Verbandsliga Südbaden (6) | 03.         |
| 2018/19 | Verbandsliga Südbaden (6) | 05.         |
| 2019/20 | Verbandsliga Südbaden (6) | 09.         |
| 2020/21 | Verbandsliga Südbaden (6) | 08.         |
| 2021/22 | Verbandsliga Südbaden (6) | 13.         |
| 2022/23 | Landesliga Südbaden 3 (7) | 03.         |
| 2023/24 | Landesliga Südbaden 3 (7) | 07.         |
| 2024/25 | Landesliga Südbaden 3 (7) | 03.         |

## Futsal
Im Jahr 2023 konnte sich der FC Radolfzell über die Süddeutsche Futsal-Meisterschaft der C-Junioren nach der Finalniederlagen gegen den TSV 1860 München zur Deutschen Futsal-Meisterschaft der C-Junioren qualifizieren. Dort konnte man sich erneut bis ins Finale vorkämpfen, wo man erneut auf den TSV 1860 München traf und dort nach einer Niederlage zum deutschen Vizemeister der C-Junioren wurde.

## Personen
- Djelaludin Sharityar
- Markus Knackmuß
- Neno Rogošić